# Sarah Schmitz (Fußballspielerin, 1985)
Sarah Schmitz (* 28. Mai 1985) ist eine ehemalige deutsche Fußballspielerin.

## Karriere
Schmitz wechselte zur Saison 2005/06 vom unterklassigen SC Mausauel-Nideggen zum Bundesligisten SC 07 Bad Neuenahr, für den sie in 62 Bundesligaspielen auflief und drei Tore erzielte. Im Sommer 2008 kehrte sie zu ihrem Heimatverein zurück. Am 22. Mai 2008 absolvierte Schmitz im Trikot der deutschen U-23-Nationalmannschaft gegen die Auswahl der USA ihr einziges Länderspiel.